# Чон Чжин Хёк
Чон Чжин Хёк — южнокорейский легкоатлет, бегун на длинные дистанции.
Выступал на чемпионате мира 2011 года в Тэгу, где финишировал на 22-м месте в марафоне. На Олимпийских играх 2012 года занял 82-е место в марафоне, показав время 2:38.45.

## Достижения
- Сеульский международный марафон 2011 года — 2:09.28 (2-е место)
- Сеульский международный марафон 2012 года — 2:11.48 (16-е место)